# Fief
 (août 2009).
Si vous disposez d'ouvrages ou d'articles de référence ou si vous connaissez des sites web de qualité traitant du thème abordé ici, merci de compléter l'article en donnant les références utiles à sa vérifiabilité et en les liant à la section « Notes et références ».

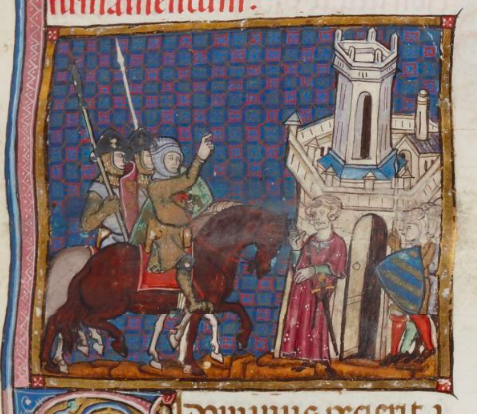
Seigneur reprenant un fief (1315-1325).

Le fief, appelé également tenure noble ou terre de noble tenure (car, contrairement à une simple tenure, elle exigeait un hommage au suzerain), désigne, durant les époques médiévale et moderne, un bien ou un revenu immobilier, confié en rétribution d'un service.
Le fief consistait en général, durant l'époque féodale, en une tenure, une terre concédée à un vassal (le feudataire), à la charge de la foi et hommage et, éventuellement, de quelques autres devoirs envers son seigneur. Cette pratique s'est développée au Moyen Âge à la suite de l'éclatement de l'Empire carolingien, et a ensuite présidé à l'établissement d'une aristocratie foncière.
Le mot, sans doute d'origine germanique (néerlandais vee, allemand Vieh, « bétail », meuble source de richesses), est apparu dans le Midi à la fin du IXe siècle (fevum), avec peut-être une confusion avec le mot fiscum (qui désigne à l'époque carolingienne les grands domaines royaux), et une filiation avec beneficium, ce qui évoquerait l'origine « publique » du fief méridional (le beneficium désigne la concession d'une terre fiscale par un agent public en échange de services publics). Il s'étend ensuite aux autres formes de concessions vassaliques et se substitue au mot bénéfice.
Le fief est opposé à l'alleu, qui ne relevait d'aucun seigneur, et au bien roturier qu’est la censive.
Si le fief est constitué non d'une terre, mais des revenus de cette terre, le vassal, bénéficiaire du fief, est alors chasé sur une terre.

## Le fief dans l'Antiquité tardive (IIIe-VIesiècle)
Le système du fief se développe au départ dans le cadre de la clientèle privée, dans le cadre des troubles qui sévissent dans l'Empire romain au IIIe siècle. En effet, un maître qui décide de « chaser » (« caser », expression en vieux français) des hommes qu'il emploie pour sa protection reste propriétaire de la terre ou de la rente qu'il concède ; par contre, il aliène, pour un temps, les revenus liés à ce bien, au profit d'un homme, membre de sa clientèle.
Les sociétés germaniques du IIIe siècle connaissent aussi les liens d'homme à homme, un homme libre se met au service d'un autre homme libre, plus puissant que lui. Dans un premier temps, la suite ainsi formée accompagne les Potentes, comme les désigne Tacite, dans toutes leurs démarches de prestige, puis les escorte à la guerre à partir du IIIe siècle ap. J.-C. (attestée par les sources romaines).

### Le fief dans le Bas-Empire
La réforme administrative de Dioclétien, en créant les comes, permet la première étape de l'immixtion de ces liens de nature privée dans la gestion de l'État. En effet, si les comtes, représentants du princeps dans une circonscription territoriale, le diocèse, restent dépendants du pouvoir impérial, central ou médiatisé, ils recrutent leurs fonctionnaires territoriaux dans leur entourage privé. Or les invasions du IIIe siècle ont vu le renforcement des liens de clientèle romaine, donc des liens de dépendance entre libres.

### Fief et fonction publique
À la base de la fusion entre le fief et l'office public, se trouve la pratique du princeps, à partir de la fin du IIIe siècle, de confier la défense d'une province romaine à un chef germanique. Dans le cadre d’une convention, un foedus, entre le princeps et un chef barbare, ce chef barbare, souvent roi pour son peuple, devient fonctionnaire romain, ayant rang consulaire (il porte souvent la pourpre) ; il dispose d'un certain nombre de pouvoirs militaires. Pour rémunérer ses troupes, il dispose de la jouissance d'une partie des terres de l'État romain et des terres du patrimoine de l'empereur, toujours gérées par des fonctionnaires romains. Il dispose de pouvoirs civils uniquement pour son peuple, et dans le cas d'affaires judiciaires mettant en cause à la fois des Germains et des citoyens romains. Ainsi, les cadres administratifs romains, politiques et ecclésiastiques perdurent et continuent de constituer l'armature de la société.
En outre, la pratique du foedus, qui se généralise au IVe siècle, crée les conditions de la fusion de la clientèle, privée, et de la fonction publique (au sens romain du terme). Pour renforcer ce lien, lors du traité, le roi germanique se place dans la dépendance du princeps. C'est ainsi que les rois germaniques deviennent des hommes du princeps (cette fiction est maintenue jusqu'en 751, dans le royaume Franc).
La première utilisation technique du terme fief se trouve sur une charte datée de 899.

## Le fief pépinide et carolingien
Les Pépinides puis leurs descendants carolingiens bâtissent leur pouvoir sur les fondations esquissées dans la partie précédente. Au départ rente viagère, il devient au fil du VIIIe siècle, après la prise du pouvoir par Charles Martel, une terre, souvent prise aux possessions de l'Église, confiée à un guerrier, à charge d'entretien de lui et sa suite.

### Le fief pépinide
Les Pépinides, ancêtres des carolingiens, famille noble austrasienne possessionnée entre Meuse et Rhin, commencent par se constituer une suite armée, puis s'emparent des biens d'église, qu'ils tiennent ensuite en fiefs.
À partir de Charles Martel, ces biens sont concédés en « précaire » à un soldat carolingien, le vassal devant son service, non plus à l'abbaye ou au registre cathédrale, mais au maire du palais carolingien. Ce système est alors justifié par les besoins de défense de la Chrétienté après la conquête arabe de l'Espagne.

### Le fief carolingien

#### Le fief comme rétribution d'un office public
Pépin et plus encore Charlemagne font du fief un moyen de rétribution des fonctionnaires publics. En effet, le comte reçoit en échange du symbole de sa charge un bénéfice, souvent une bourse. Dans sa circonscription, le comté, il exploite pour son entretien personnel et celui de ses adjoints, une partie des amendes. En échange de cette rémunération, il perçoit les impôts, met en application les capitulaires carolingiens, surveille la mise en valeur des terres publiques, défend le peuple contre les abus, les infidèles et les rebelles au roi… Il est le représentant du roi dans sa circonscription et doit lui reverser une part des amendes et revenus.

#### L'évolution de l'institution du fief
Rapidement, durant le règne de Charlemagne, la charge publique dans un missicatus est attachée à un fief, source de revenus pour le propriétaire. Tant que le royaume, puis l'Empire franc, connaissent la croissance territoriale, la superficie totale des terres publiques augmente, et donc les capacités royales à chaser les fonctionnaires royaux aussi.

Mais, à partir du règne de Louis le Pieux, la croissance territoriale s'arrête, le stock de terres et de revenus à distribuer reste fixe, les grands commandements dont dispose le roi pour rémunérer ses fidèles s'amenuisent du fait des distributions des charges et des revenus affiliés.

Dans les guerres civiles des années 830-840, un premier pas est franchi : les offices publics servent à acheter - ou raffermir - des fidélités, ce qui entraîne une surenchère permanente entre les prétendants carolingiens.

## Le fief dans les royaumes issus du traité de 843
En 843, le traité de Verdun signifie la fin provisoire des rivalités entre les fils de Louis le Pieux. Il signifie surtout la première étape vers la mise en place de structures politiques plus en lien avec l'horizon du temps que ne l'était l'Empire à l'époque de Louis le Pieux. Les potentes se placent dans la fidélité d'un des trois enfants de Louis, des lignages sont déracinés ; de nouvelles configurations mouvantes se dessinent. C'est alors la première étape vers l'adéquation entre les horizons des Potentes et leurs moyens réels. Les rois se positionnent rapidement dans la pyramide des honores, modifiée en 843, chacun des rois s'affirmant dans son royaume comme le dépositaire des charges publiques. Rapidement, le roi devient un arbitre dans l'attribution des biens publics et des grands fiefs, mais, contrairement à la fiction du princeps, le roi n'a la jouissance des honneurs que parce que les grands le permettent : sans leur accord, il ne peut rien faire, comme le démontre la tentative de Charles le Simple de contrôler plus directement l'abbaye Saint-Martin de Tours, en la confiant à l'un de ses proches de basse extraction.
S'ils ne peuvent pas disposer à leur guise des fiefs issus des charges publiques, ils peuvent cependant, pendant un certain temps[évasif] encore déplacer un représentant, rendre la justice dans une large portion de territoire, défendre efficacement le peuple chrétien.

### L'hérédité des charges publiques
Dans le royaume occidental, celui de Charles le Chauve, dès le retour de Verdun, est adopté le capitulaire de Coulaines, base du contrat du roi et de son aristocratie : le roi ne peut plus priver un homme de son bénéfice sans lui avoir donné l'occasion de se défendre devant son tribunal ; en outre, il ne peut plus disposer à sa guise des grands bénéfices, et doit respecter un équilibre des pouvoirs entre grands lignages. Durant son règne, l'actif Charles le Chauve déplace fréquemment des comtes, des abbés et des évêques, voire, s’il s'avère qu'ils ne rendent pas le service dû, les destitue. Cependant, au fil des années, il se cantonne de plus en plus dans un rôle d'arbitre entre les différentes factions nobiliaires.
En 877, avant de repartir pour l'Italie, Charles le Chauve, empereur auguste, réunit sa noblesse à Quierzy et, dans un capitulaire, garantit à ceux qui le suivent le maintien de leurs charges et des bénéfices qui leur sont liés. En outre, sans l'expliciter clairement, il assure aux descendants des fonctionnaires la jouissance des charges de leurs parents.

### La création de grands commandements
Durant le règne de Charles le Chauve, le roi met en place de grandes structures territoriales, les marquisats et les duchés, qui patronnent plusieurs comtés. Ce faisant, il crée un échelon supplémentaire entre ses fonctionnaires et lui. À la fin de son règne, il est encore en mesure de muter ses marquis et ducs d'une circonscription territoriale à l'autre, mais il ne peut les relever de leur fonction. La création de ces grands commandements sont liées à la volonté de Charles le Chauve de défendre son royaume de manière plus efficace face aux raids de pillards normands. Ainsi, est confié à Robert le Fort un marquisat sur la Seine, par exemple. Mais, alors que Charles le Chauve les contrôle encore étroitement, ses fils et successeurs ne sont plus en mesure de les contraindre au service dû au roi.
Ces grands commandements, duchés ou marches, regroupent plusieurs comtés, le marquis (ou duc) est le représentant du roi dans son commandement ; il s'appuie sur sa clientèle pour assurer la réalité de l'encadrement territorial : les comtes deviennent alors des hommes, non du roi, mais du duc (marquis), le roi ne faisant qu'avaliser les choix du duc (marquis) dans le choix des fonctionnaires royaux. En outre, le duc (marquis) contrôle les nominations épiscopales, les abbayes immunistes... et fait de sa principauté un espace qu'il contrôle étroitement, mieux que le roi.
Face à ces principautés, les rois carolingiens ne peuvent que tenter, à partir de Charles III le Simple, de se tailler, pour leur profit, une principauté, à l'exemple des grands entre lesquels ils doivent louvoyer.
Au fil des successions, les rois achètent le soutien de ces personnages, leur octroyant immunités et gestion de terres publiques.

## Types de fiefs
Les fiefs sont de différents types, selon la chose qui est concédée, les obligations afférentes, sa place dans la hiérarchie féodale. Le plus souvent ce sont des terres du suzerain.
- Les proche-fiefs : le titulaire d'un proche-fief ne connaît aucun intermédiaire entre le roi et lui ; son fief est tenu directement du monarque.
- Les fiefs d'honneur sont ceux pour lesquels il n'est dû au seigneur que la bouche et les mains, c'est-à-dire la foi et l'hommage uniquement, sans aucun droit utile. Tous les fiefs des Lombards et ceux du Lyonnais, de la Bourgogne, de l'Auvergne et de quelques autres provinces. Ils sont appelés ainsi parce que la concession qu'en fait le seigneur est gratuite et n'a pour objet que l'honneur et la soumission respectueuse que le vassal doit à son seigneur[5].
- Les fiefs de profit sont ceux pour lesquels sont dus au seigneur, outre la foi et l'hommage certains droits utiles, comme lods, quints, requints, et rachats en cas de vente et de mutation.
- Les fiefs de danger sont ceux qui obligent l'acquéreur, ou l'héritier en ligne collatérale, de faire foi et hommage, avant que d'en prendre possession, à peine de la commise. Les fiefs de danger n'étaient connus que dans quelques coutumes de France comme la Bourgogne, Bar-le-Duc, la prévôté de Vaucouleurs au bailliage de Chaumont-en-Bassigny.
- Les fiefs de dignité sont ceux auxquels est annexée quelque dignité comme les duchés, comtés et marquisats. On les appelait aussi fiefs royaux parce que la concession en appartient au roi seul et que régulièrement, ils relèvent du roi ou de la couronne.
 Les fiefs de dignité sont indivisibles de leur nature, c'est-à-dire qu'ils appartiennent aux seuls ainés mâles et ne peuvent pas être partagés ni démembrés, sauf par l'autorité royale manifestée par lettres patentes, de manière qu'au défaut de mâles procréés en légitime mariage, ces fiefs sont réunis à la Couronne.
 Les fiefs de dignité ont été appelés également fiefs nobles soit parce qu'ils anoblissaient ceux qui les possédaient soit à cause de la qualité qui leur était annexée. Toutefois, ces fiefs ne pouvaient pas changer l'état ni la condition des personnes, c'est-à-dire qu'un roturier ne pouvait pas devenir noble, parce que la noblesse du fief était inhérente au fonds. Ainsi, elle ne peut passer d'elle même en la personne de l'acquéreur.
- Les fiefs simples sont ceux pour raison desquels il est dû au seigneur la foi et l'hommage et certains profits féodaux sans aucun devoir personnel et militaire.
- Les fiefs liges sont ceux pour lesquels les vassaux doivent à leurs seigneurs, non seulement la foi et l'hommage, mais encore l'attirance envers et contre tous et qui engageait tous les biens du vassal. C'est pourquoi le devoir de cette espèce de fief est mixte, c'est-à-dire réel et personnel. Ainsi le vassal lige ne peut point en renonçant à son fief, se décharger de l'obligation qu'il a contractée lors de son investiture, à la différence du fief simple, lequel n'emportant aucune obligation réelle, n'oblige le possesseur au devoir que pendant qu'il en jouit. 
C'est à l'occasion des fiefs liges qu'ont été mues autrefois tant de questions au sujet de l'assistance que les vassaux devaient à leurs seigneurs en guerre, comme de savoir si l'obligation des vassaux s'étendait à assister leur seigneur contre leurs propres pères ou frères ou contre leurs autres seigneurs. Ces questions sont devenues inutiles à partir du moment ou le souverain a interdit aux seigneurs le droit de faire la guerre, comme un droit de souveraineté. La différence du fief simple et du fief lige n'était plus à partir de ce moment considérable. Les formules de la prestation de l'hommage lige doivent toujours excepter le roi ou le souverain ainsi qu'il en fut décidé aux États généraux de mars 1468 qui se sont tenus à Tours.
- Les fiefs corporels sont ceux qui consistent en héritages, terres et domaines et non en immeubles fictifs. Les fiefs corporels étaient en nombre très important.
- Les fiefs incorporels sont ceux qui ne sont établis sur aucun fonds ou héritages, mais qui consistent en cens et droits féodaux. 
Ils étaient appelés également fiefs boursiers et fiefs en l'air. Ils n'étaient connus que dans les coutumes d'Anjou, du Maine, de Chartres, de Normandie et dans la ville de Paris.
- Les fiefs de pléjure sont ceux qui obligent les vassaux de se rendre plege et caution de leur seigneur. Le possesseur de cette sorte de fief était appelé homme de plejure.
- Les fiefs rendables sont ceux à la concession desquels le seigneur s'est réservé le pouvoir de s'en servir en cas de guerre ou d'autre nécessité selon la condition de l'investiture.
On appelait encore les fiefs rendables fiefs de retraite parce que le seigneur pouvait se retirer dans les forteresses de ses vassaux et y mettre garnison pendant la guerre. Toutefois, le seigneur était obligé de se retirer 40 jours après la guerre finie et de laisser les châteaux et forteresses de ses vassaux au même état qu'il les avait trouvés en y arrivant.
 L'usage des fiefs rendables ou des fiefs retraites n'a jamais été très fréquent dans les provinces de France sauf en Dauphiné.
- Un fief de paisse ou fief de procuration appelé par les latins feudum procuriationis est un fief chargé d'un ou plusieurs repas, annuellement, envers une communauté ecclésiastique, abbaye, monastère ou envers le seigneur et sa famille. Cette redevance fut le plus souvent convertie par des conventions postérieures en deniers ou en grains ou en volailles[6].
- Un fief ouvert, c'est celui pour lequel le vassal n'a pas fait sa foi et hommage à son seigneur. Il porte ce nom car il y a ouverture à la saisie féodale.
- Un fief couvert est au contraire celui pour lequel le propriétaire a rendu ses devoirs au seigneur dont il relève.
- Un fief dominant est celui à qui la foi et l'hommage est dû, c'est-à-dire duquel relève un autre fief. Le fief dominant peut être un fief servant par rapport à un autre fief duquel il relève. Lorsque le fief dominant relève immédiatement du roi et que de ce fief relèvent des fiefs et arrière-fiefs, on lui donne le nom de fief suzerain. S'il relève d'un autre et que d'autres relèvent de lui on l'appelle fief médiat.
- Un fief servant est celui qui donne la foi et l'hommage au fief dominant. Il peut être dominant à l'égard d'un autre fief qui dépend de lui.
- Un fief suzerain est un fief dominant qui relève immédiatement du roi et que de ce fief relèvent des fiefs et arrière-fiefs. S'il relève d'un autre et que d'autres relèvent de lui on l'appelle fief médiat.
- Un fief médiat est celui qui relève d'un autre fief et que d'autres fiefs relèvent de lui.
- Un arrière-fief est celui qui relève directement du fief dominant et médiatement du seigneur suzerain et de qui aucun autre fief ne relève. C'est pourquoi l'arrière-fief est toujours fief servant.
- Un fief en l'air est la même chose que le fief incorporel. L'inféodation peut porter sur un droit immobilier, tel que le droit de percevoir une dîme, sur  le droit d'avoir une garenne ; un marché, ou des foires ; l'inféodation peut aussi  porter sur des fonctions ou offices, qui sont alors exercés par l'officier, à titre de vassal et sont héréditaires[7].
- Les fiefs abonnés ou fiefs appréciés sont ceux dont les profits féodaux et quelquefois l'hommage sont convertis en certaines redevances annuelles payables en deniers ou en grains.
- Les fiefs abrégés ou fiefs restreints sont ceux pour lesquels il n'est dû qu'un devoir annuel au seigneur sans hommage ni relief.
- Le fief ample est, dans la coutume de Hainault, un fief pour lequel, au décès du vassal, il est dû au seigneur féodal le cheval et quelques armures du défunt ou 60 sols s'il n'y a pas cheval.
- Un fief amété est, dans la coutume de Mantes-la-Jolie, un fief abonné.
- Un fief chével est, dans la coutume de Normandie, un fief noble ayant justice et quelque titre de dignité, comme comté, marquisat... et qui n'est pas soumis au fief de haubert, à la différence des vavassouriers qui dans cette même coutume de Normandie, sont réputés fiefs vilains et roturiers, à cause des servitudes dont ils sont tenus.
- Un fief de corps est possédé par un homme lige et obligé de servir personnellement son seigneur.
- Un fief éclipsé est celui dont le vassal s'est joué au-delà des portions qui lui sont permises par les coutumes. Hormis le cas du partage, le fief ne peut être éclipsé au préjudice du seigneur et sans son consentement.
- Fief empiré : C'est lorsque le vassal, pendant les délais qui lui sont accordés pour payer le rachat, détériore le fief pour frauder le seigneur pendant son année de rachat. Ainsi, pendant ce délai, le vassal doit jouir du fief sans l'empirer.
- Fief ferme : C'est celui qui est donné à perpétuité à la différence du fief muable.
- Fief franc : C'est dans la vicomté de Thouars, dans le pays de Gâtine, de Talmont... que l'on trouve les fiefs francs. C'est celui qui doit hommage lige, doit rachat s'il n'est un fief abonné et celui qui doit hommage plein droit rachat et cheval de service. Ainsi, le fief n'est ici dit franc qu'à raison de l'hommage qu'il doit et qui l'exempte du cheval de service.
- Le fief de haubert est un fief plein, avec justice, qui relève immédiatement d'un prince souverain. Le fief de haubert est donc le plus noble fief après le fief de dignité qui relève immédiatement du roi. La coutume de Normandie indique que « celui qui tient fief de haubert doit desservir son fief par pleines armes, par le cheval, par le haubert, par l'épée, par le heaume ». Il ne doit que 5 écus de relief.
- Un fief mort, dans la coutume d'Aix-en-Provence, ne donne aucun profit à son seigneur.
- Fief noble et rural : Dans la coutume du Nivernais, le fief noble est celui qui a justice, maison forte avec édifice notable, fossés ou autres semblables lignes de noblesse et d'ancienneté. Tous autres héritages sont réputés non nobles et ruraux.
- Fief en nuesse : dans les coutumes d'Anjou et du Maine c'est un fief qui relève immédiatement et nûment d'un seigneur.
- Fief en pairie : Il s'agissait d'un grand fief relevant immédiatement de la couronne. Il obligeait le possesseur à faire fonction de pair ou de conseiller dans la cour ou au tribunal de la justice de son seigneur, à y donner ses conseils et à garder les secrets de la cour. Le roi, comme de tout temps chef du gouvernement féodal, avait en sa cour ses pairs qui étaient les grands feudataires relevant directement de la couronne. Les seigneurs dans leur cour avaient aussi leurs pairs qui étaient les feudataires qui tenaient des fiefs relevant d'eux en pairie.

### Selon le bénéfice
Le plus souvent, le fief est une tenure, une terre que le vassal tient de son seigneur, et qui assure sa subsistance et le paiement d'un équipement militaire.
- Fief de bourse ou fief en argent : le fief consiste en une somme versée en numéraire. En général, cette pratique était provisoire, jusqu'à ce que le seigneur pût attribuer une terre à son vassal. Dans les États latins du Levant, il était appelé fief-besant. Voir aussi fief-rente ;
- Fief-rente : fief consistant en le versement d'une somme fixe et annuelle ; fréquent chez les rois de France et d'Angleterre du XIe au XVe siècle, qui s'assuraient ainsi des vassaux, toujours immédiatement disponibles, et qui n'avaient pas à gérer de terres ;
- Fief en l'air ou fief incorporel : fief constitué de droits et de mouvances, sans domaine territorial ;
- Fief noble : fief ayant haute justice, ou censive ou fief dépendant de lui ;
- Fief roturier : fief n’ayant ni justice ou censive ou fief sous lui.

### Selon les obligations
Un fief est un bénéfice (le terme est équivalent jusqu'au Xe siècle environ, le terme fief s'impose ensuite) pour le vassal. Il donne lieu à des obligations en réciprocité, qui le caractérisent.
- Un fief banneret ou de bannière oblige son détenteur à fournir une bannière (troupe de plusieurs chevaliers et de leurs suites) lorsque son seigneur le lui demande ;
- Fief de corps : fief lige, qui entraîne le service militaire, obligatoirement personnel, du vassal ; ce service devait se faire avec armement complet ou non, selon le fief ;
- Franc-fief : fief dont la concession ne donne lieu à aucun service ;
- Fief de haubert : fief noble appartenant à un chevalier et devant un service militaire annuel (en Bretagne et Normandie).

L'apparition du fief lige se fait au XIIe siècle, lorsque les obligations du vassal, qui devait auparavant un dévouement absolu à son seigneur, se limitent aux quatre cas (adoubement du fils aîné, mariage de la fille aînée, paiement d'une rançon si le seigneur est fait prisonnier, quand le seigneur part en croisade).
Dans le relâchement des coutumes féodales, lorsque l'hommage fut considéré moins nécessaire, certains fiefs furent cependant qualifiés « fiefs de danger » : ils pouvaient être repris d'autorité par le suzerain, lorsque le vassal ne prêtait pas l'hommage dû, ou disposait du fief sans l'autorisation du seigneur (vente, transmission, etc.).

### Selon sa hiérarchie
- Fief dominant : fief dont un autre relevait immédiatement ;
- Fief servant, ou fief mouvant : fief relevant d'un autre ;
- Arrière-fief ou vavassorie : fief relevant d'un autre qui relève lui-même d'un autre.

## Possesseurs du fief
Dans les premiers temps, seuls les nobles pouvaient posséder un fief. Puis cette possibilité fut offerte aux roturiers (et gens de mainmorte) moyennant un droit (le droit de franc-fief) lorsque le fief était féodalement proche du roi. Ce droit était payable tous les 20 ans (au XVIIIe siècle) et lors des successions.
Saint Louis permit l’anoblissement des roturiers tenant fiefs à la tierce foi, c’est-à-dire au 3e hommage (concrètement, le petit-fils de l’acquéreur, sous réserve de non-dérogeance, était anobli).
Ce mode d’anoblissement cessa au XVIe siècle, et cette abrogation était mise sur le compte de l’ordonnance de Blois (1579), ordonnance qui stipulait que « les roturiers et non nobles, achetant fiefs nobles, ne seront pour ce anoblis, ni mis au rang et degrés des nobles, de quelque revenu et valeur que soient les fiefs par eux acquis ».
Les fiefs se partageaient cependant noblement à la quarte mutation (après le 4e hommage, dans une famille roturière, le fief était soumis au droit d’aînesse).
À défaut d’anoblir, la possession d’un fief influait cependant notablement sur la position sociale, et on voit même la convocation aux États Généraux de 1789 appeler au 2d ordre les nobles possédants fief alors que les nobles non-possédants fief devaient avoir la noblesse acquise et transmissible.

## Transmission du fief
Le seigneur dominant conservait un certain contrôle sur la mutation des fiefs qui relevaient de lui et :
- en cas de vente, il percevait le quint, c'est-à-dire un cinquième de la valeur du fief, payé par le vassal comme droit de vente ; si le quint était payé par l'acquéreur et non le vendeur, s'y ajoutait le requint, soit un cinquième du quint (total : 24 % de la valeur du fief) ;
- lors d'une succession, l'héritier « relevait le fief », c'est-à-dire qu'il s'acquittait du relief à son seigneur ; le relief témoigne de la reprise de l'obligation vassalique, et équivalait généralement à une année de revenus ; après le XIIIe siècle, il eut tendance à décroître, voire à disparaître pour les descendants directs.

## Perte du fief
Selon le droit féodal, le vassal coupable de félonie, ou encore ne faisant pas hommage de son fief dans les délais prescrits, s'exposait en théorie à la commise de son fief par le seigneur.
Une autre coutume, constatée dans le Dauphiné aux XIVe et XVe siècles, fait état de fiefs rendables qui reviennent au suzerain, soit en cas d'impossibilité de transmission par les mâles dans la famille du vassal, soit simplement au décès du bénéficiaire initial.

## Éclipsement de fief
Dans plusieurs coutumes du royaume de France, les ainés étaient obligés de donner aux puinés une partie du fief délaissé par le père, en particulier quand le fief est considérable et en ce cas, l'ainé fait l'hommage pour ses frères au seigneur suzerain. Ainsi le fief s'éclipse, pour ainsi dire, sur les parts des puinés lesquels prêtent foi et hommage à leur frère parce qu'ils tiennent noblement leurs parts.
Par l'Ordonnance du roi Philippe Auguste en date du 1er mai 1210 « Les parts de l'éclipsement  du fief des ainés, est tenu aussi noblement que le principal de son ainé ».
L'article 101 de la coutume de Melun indique : « hors cas de partage, le fief ne peut être démembré, ni éclipsé, au préjudice du seigneur féodal ».

## Emplois au sens figuré
- En informatique, on nomme fief d'un programme l'ensemble des endroits où ses variables sont accessibles.
- Le terme de fief est aussi utilisé, notamment par les journalistes, pour désigner une zone géographique historiquement acquise à un parti ou à un homme politique.